# Морозов, Александр Владимирович
Александр Владимирович Морозов (род. 24 февраля 1965, Ленинград) — российский политический деятель, депутат Государственной думы четвёртого созыва

## Биография
Депутат Законодательного Собрания г. Санкт-Петербурга второго (2000—2002) и третьего (с декабря 2002 г.) созывов;

### Депутат госдумы
В марте 2004 года был избран депутатом Государственной Думы ФС РФ четвёртого созыва по одномандатному округу 207. Довыборы были объявлены в связи с тем что в декабре 2003 года в округе больше всего голосов было отдано за «против всех».